# Вулканично стъкло
Вулканичното стъкло обхваща група аморфни вулканични скали, образувани по време на бързо втвърдяване на лавата. Тя застива толкова бързо, че минералите в нея не успяват да кристализират. В същото време при този процес може да абсорбира необичайно много вода, различно количество за различните разновидности. Обсидианът съдържа по-малко от 1% вода, но например в смолистия камък тя достига 5 – 10% (най-често 2 – 6%), а в перлита винаги е повече от 1%. Водата във вулканичното стъкло присъства под формата на разтвор и изпълва най-тънките каналчета в него, измервани в ангстрьоми. Химията на тези скали може да е различна, но физическото състояние е главно аморфно, както в обикновеното изкуствено стъкло. Кристали могат да присъстват само под формата на единични включвания.
Вулканичното стъкло се състои изцяло от риолитни, дацитни и андезитни, рядко базалтови вулканични скали или е включено в тях като отделни фрагменти. Състои се от безпорядъчно разпръснати агрегати от структурните му елементи с размери около 10-6 до 10-7 см.
Цветът на вулканичното стъкло се дължи на дифузни, често неравномерно разпределени ивици и петна от магнетитен или хематитен пигмент. Той може да бъде черен, сив, масленозелен, кафявочервеникав и др. Вулканичното стъкло застива на пластове, които първоначално са представлявали потока на лавата.

## Имена на видовете
Първото споменаване на вулканично стъкло е направено от Плиний Стари. Когато римлянинът Обсидий го открива в Етиопия, го нарича обсидиан. Впоследствие, по аналогия, всички видове вулканично стъкло, открити в определен регион на Западна Европа, са причислявани към обсидиана. През 1759 г. Шулц и Петч идентифицират специален вид вулканично стъкло с характерен блясък на смола, който се предлага да бъде наречен пехщайн. Четиридесет години по-късно Есмарк открива вулканично стъкло с фино концентрично разцепване и го нарича перлщайн. През 1822 г. Бедан предлага видовете с перлитна структура да бъдат наричани просто перлит. Така понятието перлитна структура е въведено за първи път в петрографията.

## Разновидности
В зависимост от петрохимическия състав, структурните особености и количеството на съдържащата се вода, се различават различни видове вулканично стъкло. Понякога се образуват причудливи форми, получили свои собствени имена – косите на Пеле, водораслите на Пеле, Сълзите на апачите и др.
- Обсидиан – Вулканично стъкло, което се получава при втвърдяването на силно вискозитетна, кисела риолитна лава, съдържаща голямо количество SiO2. Може да има различни цветове – черен, тъмнозелен, червенокафяв, но в краищата на фрагментите просветлява и прозира. Блясъкът му е стъклен, но понякога може да бъде и копринен. Обсидианът е много твърд – 5 – 6 по скалата на Моос.[1][2] Често съдържа разпръснати кристалчета микролити. Шлаковидните видове са богати на празнини от газови мехурчета, по чиито стени може да има полепнали дребни кристали.[6]
- Тахилит (остар. сортавалит) – Тъмно, непрозрачно базалтово вулканично стъкло, образувано при застиването на сравнително бедната на SiO2 базалтова лава.[1]
- Пехщайн (смолист камък) – Вулканично стъкло, включващо риолит и диабаз, с високо съдържание на вода. Образува се при втвърдяване на лавата във водната среда. Блясъкът му е смолист. Цветът му може да бъде кафяв, сив, черен, червен, масленозелен. По външен вид може да се обърка със смола, но по състав е вулканично стъкло.[1][2]
- Пемза (пумицит) – Пореста вулканична скала, която се образува при бързото втвърдяване на кисела или среднокисела лава, съдържаща много газови мехурчета. Приема се за вулканично стъкло, тъй като няма кристална структура.[1] Пемзата е чудесен абразивен материал, подходящ за шлайфане на метални и дървени повърхности.[7]
- Перлит (остар. перлщайн) – Вулканично стъкло с кисел, нормален, умерено алкален или алкален състав, който се характеризира с водно съдържание над 1%. Обикновено съдържанието на свързана вода е 3 – 5%.[2][8] При бързо нагряване до 800 – 1200 °С, набъбва и увеличава обема си до 10 пъти.[2] Перлитът се разделя по специфичен начин – скалата се разпада на заоблени ядра, наподобяващи перли. Разчленен е от мрежа от дребни дъговидни или полусферични пукнатини и такава структура се нарича перлитна.[8] Може да се срещне заедно с обсидиан в един и същи образец.[1][9] Перлитът се използва при приготвянето на бетон, изолации, като добавка към вар и цимент.[7]
- Палагонит – Светло вулканично стъкло, което се формира, когато базалтова магма влезе в контакт с морска вода. Поради високата температура водата бързо се изпарява и лавата се фрагментира на малки пепелни частици, които реагират с парата и образуват палагонит. Целият процес е доста експлозивен и част от пепелта се изхвърля във въздуха. Процесът на превръщане на лавата в палагонит се нарича палагонизация.[10]
- Хиалокластит – Вулканокластична скала, образувана чрез неексплозивна гранулация на вулканичното стъкло, когато базалтовите магми са закалени от контакта им с вода.[11]
- Сидеромелан – Разновидност на базалтовото прозрачно или полупрозрачно вулканично стъкло с различни цветове, от маслиново до тъмно кафяво или почти черно. Образува се в големи количества, само когато базалтовата стопилка влиза в контакт с вода. В състава на сидеромелана отсъстват рудни минерали, или са много редки. Съдържа до 10% желязо. В него под формата на включвания се намират монокристали и прораствания от оливин, пироксен и плагиоклаз.[12]
- Косите на Пеле – Тънки нишки от вулканично стъкло, наподобяващи човешка коса. Кръстено е на богинята на огъня на хавайските туземци.[5]
- Сълзите на Пеле – Вулканично стъкло на капки, напомнящо на сълзи.[5]
- Водораслите на Пеле (пелеит) – Заплетени влакнести или паралелно-влакнести агрегати.[5]
- Сълзите на апачите – Заоблени образувания от черно, полупрозрачно вулканично стъкло, открити в Аризона, САЩ.[5]

## Разпространение
В по-големи количества вулканично стъкло на земната повърхност се среща в САЩ – в Националния парк Йелоустоун и Колорадо. Разпространено е в Мексико, Етиопия, Унгария, Турция. В Италия има на Еолийските острови и Сардиния, в Германия – в Саксония, в Армения – близо до Ереван, в Русия – на Камчатка. Перлит и пехщайн се срещат в Забайкалието, в Закарпатието на Украйна и на други места.

## Употреба
Използва се като пълнител за лек бетон, като субстрат за отглеждане на растения (перлит), красиво оцветени предмети с декоративна шарка, като декоративен или облицовъчен материал.
- Хиалокластит
- Сидеромелан
- Сълзите на Пеле
- Косите и сълзите на Пеле
- Водораслите на Пеле
- Сълзите на апачите